# ヤズド・アタベク朝
ヤズド・アタベク朝（ペルシア語: اتابکان یزد、Atābakān-e Yazd）とは、12世紀から14世紀までイランのヤズドを統治していた地方政権である。12世紀以前にヤズドを統治していたカークイェ朝とは婚姻関係で繋がっている。
初期の君主の名前から出自はペルシア系民族だと考えられるが、ハザーラスプ朝のようにテュルクの称号であるアタベクを用いていた。ヤズドのアタベクの大部分は、ムザッファル朝に取って代わられるまでセルジューク朝とモンゴルのイルハン朝に従属していた。

## 歴史
12世紀までヤズドを支配していたカークイェ朝の君主ファラーマルズが、1141年のカトワーンの戦いで落命したとき、彼には男子の後継者がいなかった。ヤズドの将軍であるロクヌッディーン・サーム・イブン・ヴァルダンルーズはセルジューク朝からファラーマルズの二人の娘のアタベク（後見人）に任命され、ロクヌッディーンの一族がヤズドの支配権とアタベクの称号を継承していった。ロクヌッディーンは統治能力に欠け、治世の末期に領地は荒廃していたと伝えられている。ロクヌッディーンの弟であるイッズッディーンは兄をアタベクの地位から追放して即位するが、即位当時イッズッディーンは90歳に達していた。イッズッディーンの下でヤズドは秩序を取り戻し、建築事業が進められた。
1219年に即位したクトゥブッディーン・イスファサラールはスルターンの称号の使用を始めた。1220年代からイランはモンゴル帝国の攻撃を受けた際、クトゥブッディーンの従兄弟であるアラーウッダウラ・アター・ハーンはホラズム・シャー朝のジャラールッディーンの下で対モンゴルの軍事活動に参加した。ホラズム・シャー朝が滅亡した後、クトゥブッディーンは一時的にケルマーンのカラキタイ家のバラク・ハージブと対立するが、やがてバラク・ハージブと婚姻関係を構築して関係を強化する。
モンケがモンゴル帝国の皇帝に即位した後、ヤズドはモンゴル帝国のイラン総督府に編入され、1253年から開始された遠征に向かうフレグに軍事力を提供した。史書『ワッサーフ史』には、1265年にファールス地方のサルグル朝のアタベク・サルジュークシャーがモンゴルに対して反乱を起こした際、反乱の鎮圧に当たったヤズドのアタベクであるルクヌッディーン・サルグルシャーが戦死したことが記されている。ルクヌッディーンの息子のタギーシャーはヤズドに庭園、カナートを建設した。タギーシャーの跡を継いだアラーウッダウラの在位中、1273年/74年にヤズドは大洪水に見舞われる。アラーウッダウラが心労で没した後、彼の兄弟であるユースフシャーは災害の復興にあたった。1289年にユースフシャーはイルハン朝に反乱を起こすが失敗に終わり、縁戚であるイルハン朝の有力者ノウルーズの保護を求める。1300年頃、ユースフシャーはイルハン朝の君主ガザン・ハンの命令によって処刑される。
ユースフシャーがノウルーズの元に亡命した後、ヤズドの住民はイルハン朝に降伏し、町の統治権はイルハン朝の中央政府に移転した。ユースフシャーの死後、彼の子のハージーシャーがアタベクの称号を継承するが、メイボドを本拠地とするムザッファル家にヤズドの支配権を奪われたと伝えられている。アブー・サイード（在位：1316年 - 1335年）時代のイルハン朝においてもヤズドのアタベクは権力を保持していたが、アブー・サイードの死後にヤズドはムザッファル家に占領される。

## 歴代君主
- ロクヌッディーン・サーム・イブン・ヴァルダンルーズ
- イッズッディーン・ランギャル・イブン・ヴァルダンルーズ
- ヴァルダンルーズ・イブン・ランギャル
- クトゥブッディーン・イスファサラール・イブン・ランギャル
- クトゥブッディーン・マフムードシャー・イブン・イスファサラール
- ルクヌッディーン・サルグルシャー・イブン・マフムードシャー
- タギーシャー・イブン・サルグルシャー
- アラーウッダウラ・イブン・タギーシャー
- ユースフシャー・イブン・タギーシャー
- ハージーシャー・イブン・ユースフシャー
- サルグルシャー・イブン・ハージーシャー